# Frigil uniforme
El frigil uniforme (Xenospingus concolor) és un ocell de la família dels tràupids (Thraupidae) i única espècie del gènere Xenospingus Cabanis, 1867.

## Hàbitat i distribució
Habita zones arbustives, terres de conreu i camps des de la costa fins al vessant occidental dels Andes, al centre i sud del Perú i nord de Xile.